# NGC 5507
NGC 5507 (другие обозначения — MCG 0-36-29, UGCA 388, ZWG 18.82, KCPG 419B, NPM1G -02.0389, PGC 50786) — линзообразная галактика (SB0) в созвездии Дева.
Этот объект входит в число перечисленных в оригинальной редакции «Нового общего каталога».